# مارتین کری
مارتین کری (انگلیسی: Martin Kree؛ زادهٔ ۲۷ ژانویهٔ ۱۹۶۵) بازیکن فوتبال اهل آلمان است.
از باشگاه‌هایی که در آن بازی کرده‌است می‌توان به باشگاه فوتبال بایر ۰۴ لورکوزن، باشگاه فوتبال بوخوم، و باشگاه فوتبال بروسیا دورتموند اشاره کرد.
وی همچنین در تیم‌های ملی فوتبال زیر ۲۱ سال آلمان و West Germany national football B team بازی کرده‌است.